# Astures
Astures (astures en latín) es el etnónimo empleado por los romanos para referirse a un grupo de pueblos celtas y preceltas que habitaban el noroeste de la península ibérica y cuyo territorio comprendía aproximadamente la comunidad autónoma de Asturias, la provincia de León al oeste del río Esla y la de Zamora al norte del Duero y oeste del Esla, así como la zona oriental de Lugo y Orense y parte del distrito portugués de Braganza, todo ello denominado Asturia.
Se considera que el origen y formación de esta cultura radica, entre otros aspectos, en la mezcla de una población autóctona, cuyo origen no está muy claro, con grupos de población llegados de la zona centroeuropea. No obstante, el conjunto de etnicidad de este grupo no parece nítido, y la mayoría de los investigadores se inclinan a pensar en que la denominación astures sería solamente un convencionalismo empleado por los romanos a su llegada al noroeste peninsular.
Se trataría de grupos de comunidades locales, organizados según los valles y unidades menores del territorio. Esto es posible confirmarlo en las singularidades que presentan las decoraciones cerámicas de la Edad del Hierro que denotan particularidades comarcales. De dudosa filiación lingüística, hay una clara presencia de términos relacionados con el grupo céltico indoeuropeo.
A través de los textos clásicos conocemos algunas de sus tribus, como los pésicos, los tiburos o los gigurros. Tenían por vecinos a los galaicos, cántabros y vacceos. Se han conservado algunos de los rasgos astures, como el sistema de poblamiento denso y disperso basado en aldeas autosuficientes, la explotación colectiva de la tierra o las tradiciones comunales.

## Localización

Pueblos prerromanos de la península ibérica.

Idiomas en la península ibérica en el 300 a. C.

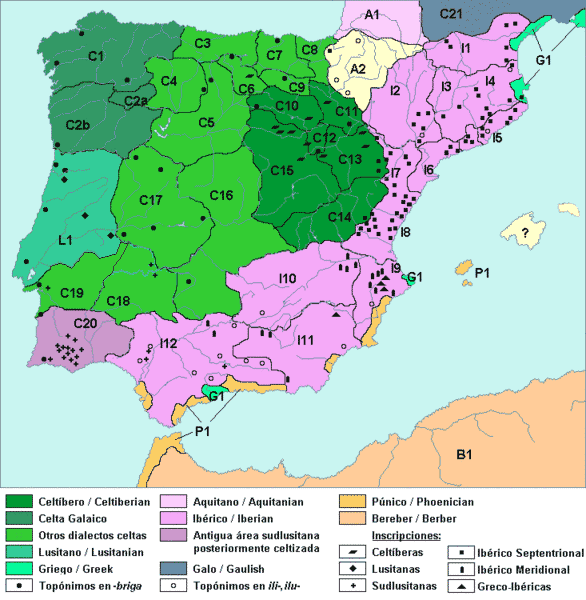
Familias lingüísticas de la península ibérica antes de la romanización
C1: Galaicos / C2b: Brácaros / C3: Cántabros / C4: Astures / C5: Vacceos / C6: Turmogos / C7: Autrigones-Caristios / C8: Várdulos / C9: Berones / C10: Pelendones / C11: Belos / C12: Lusones / C13: Titos / C14: Olcades / C15: Arévacos / C16: Carpetanos / C17: Vetones / C18-C19: Célticos / C20: Conios / L1: Lusitanos / I1: Ceretanos / I2: Ilergetes / I3: Lacetanos / I4: Indigetes / I5: Layetanos / I6: Ilercavones / I7: Sedetanos / I8: Edetanos / I9: Contestanos / I10: Oretanos / I11: Bastetanos / I12: Turdetanos / G21: Galos / G1: Griegos / P1: Fenicios/Cartagineses / B1: Bereberes.

Situados en el noroeste de la península ibérica, los astures ocupaban principalmente las actuales provincias de León y gran parte de Zamora, los extremos orientales de Lugo y Orense en Galicia, la mayor parte del Principado de Asturias, desde el río Sella por el este, donde lindaban con los pueblos cántabros, hasta el río Navia por el oeste, donde lindaban con los albiones y la zona de Trás-os-Montes en el Distrito de Braganza (Portugal).
Sus dos principales núcleos (oppidum) eran Noega, cerca de Gijón, y Lancia, en el municipio de Villasabariego, a pocos kilómetros de León, tal y como dijo Dion Casio.

## Fuentes clásicas

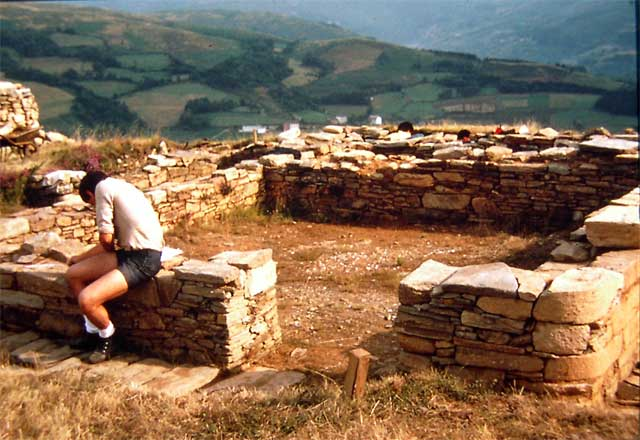
Excavaciones en el Castro de San Chuis (Pola de Allande).

## Historia

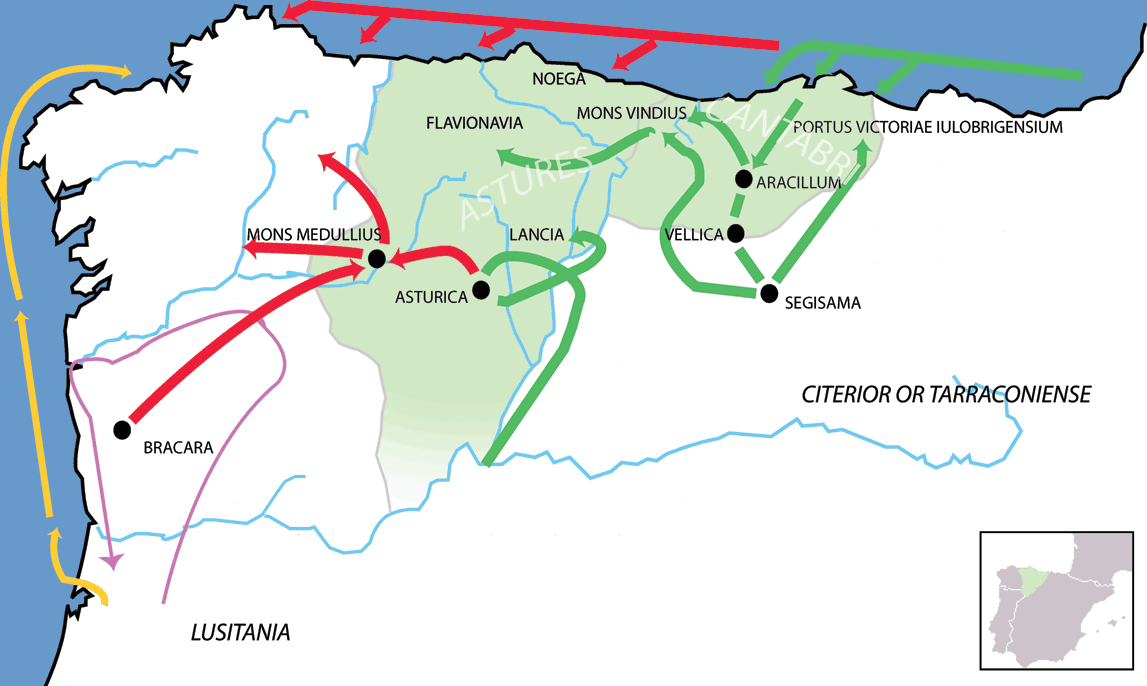
Operaciones militares romanas llevadas a cabo durante las guerras cántabras.

#### Transmontanos

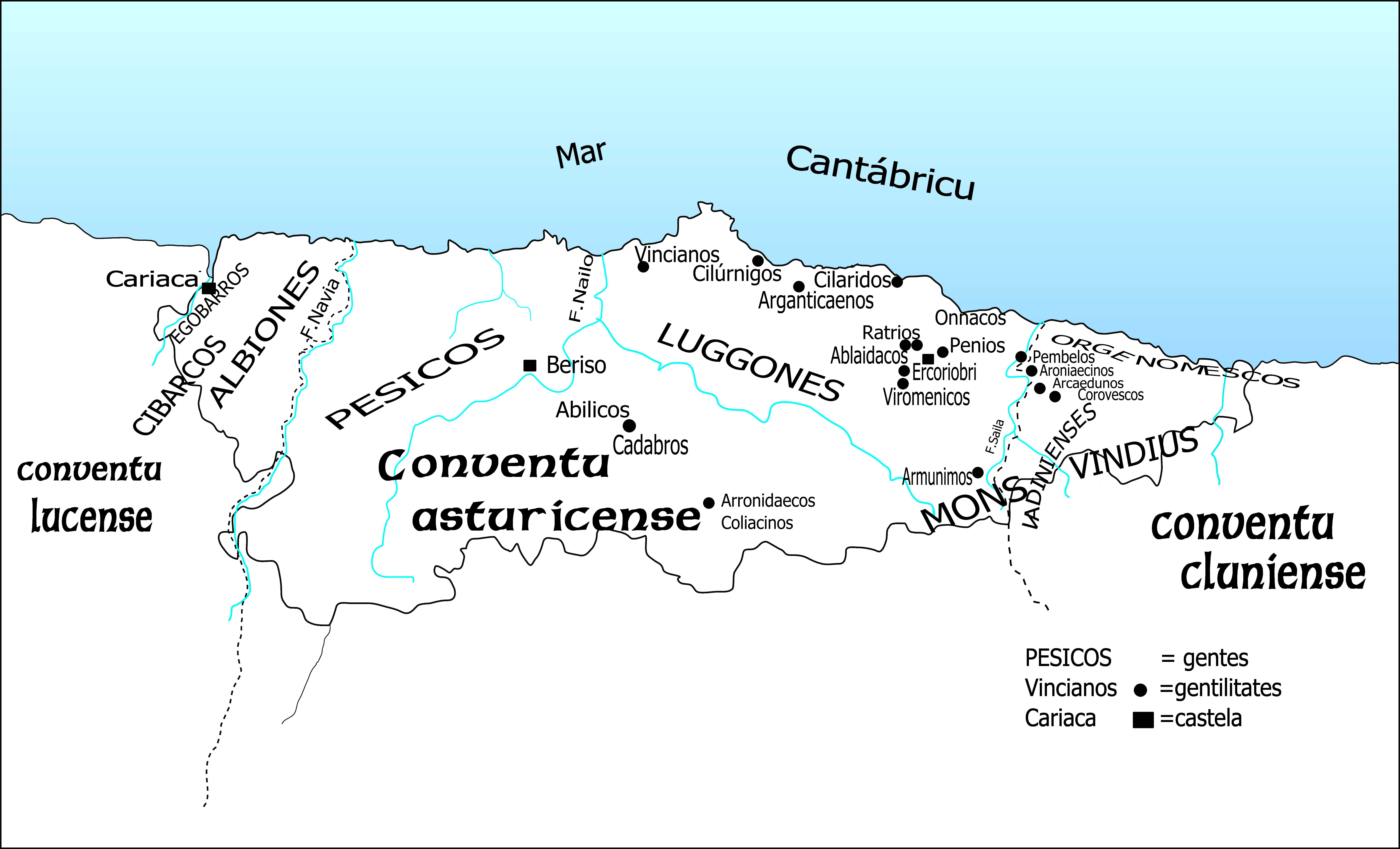
Mapa de localización de los astures transmontanos.

#### Augustanos

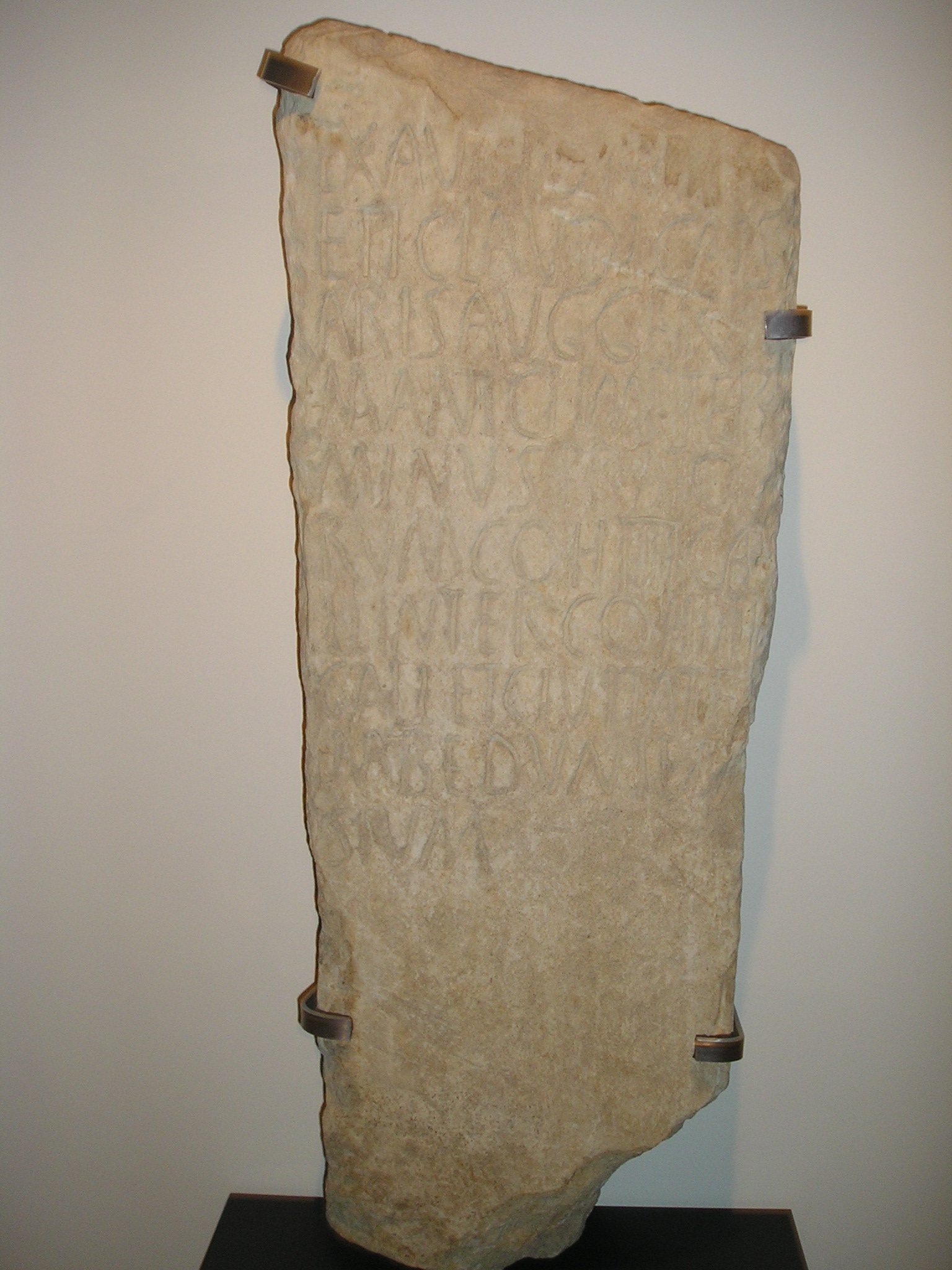
Terminus Augustalis que delimitaba los prata de la Cohors IV Gallorum con el territorio de la ciudad de Bedunia y los Luggones, realizado en el 41-42 bajo Claudio. Castrocalbón (León).

### Vivienda

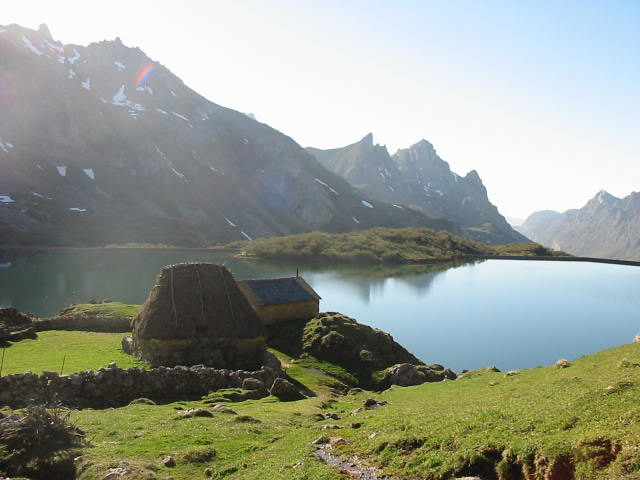
Teito (construcción similar a las antiguas viviendas astures) situado en el lago del Valle, en Somiedo.

### Guerreros

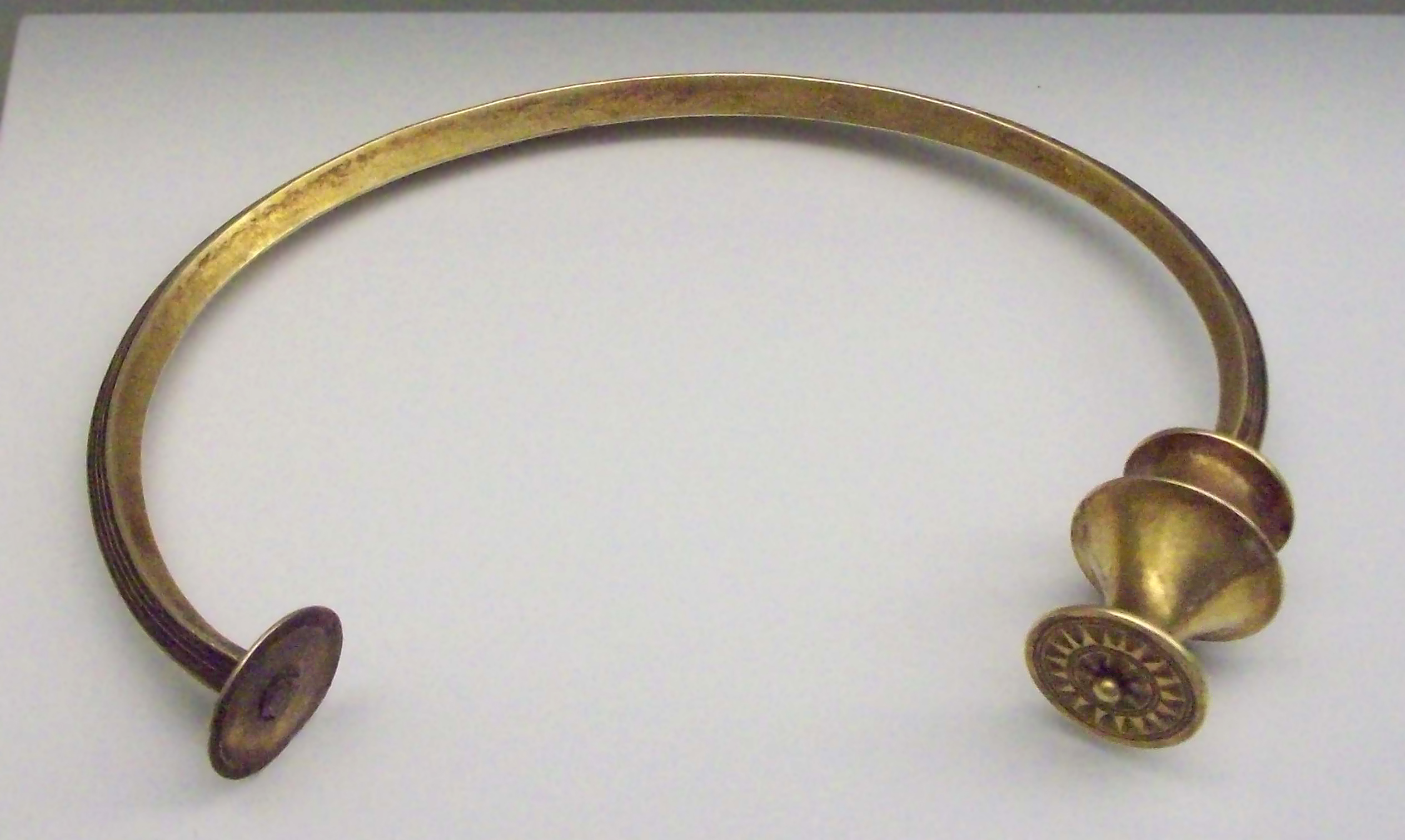
Torque astur de oro hallado en Labra (ss. IV–II a.C., M.A.N., Madrid)